# Skolstrejk för klimatet

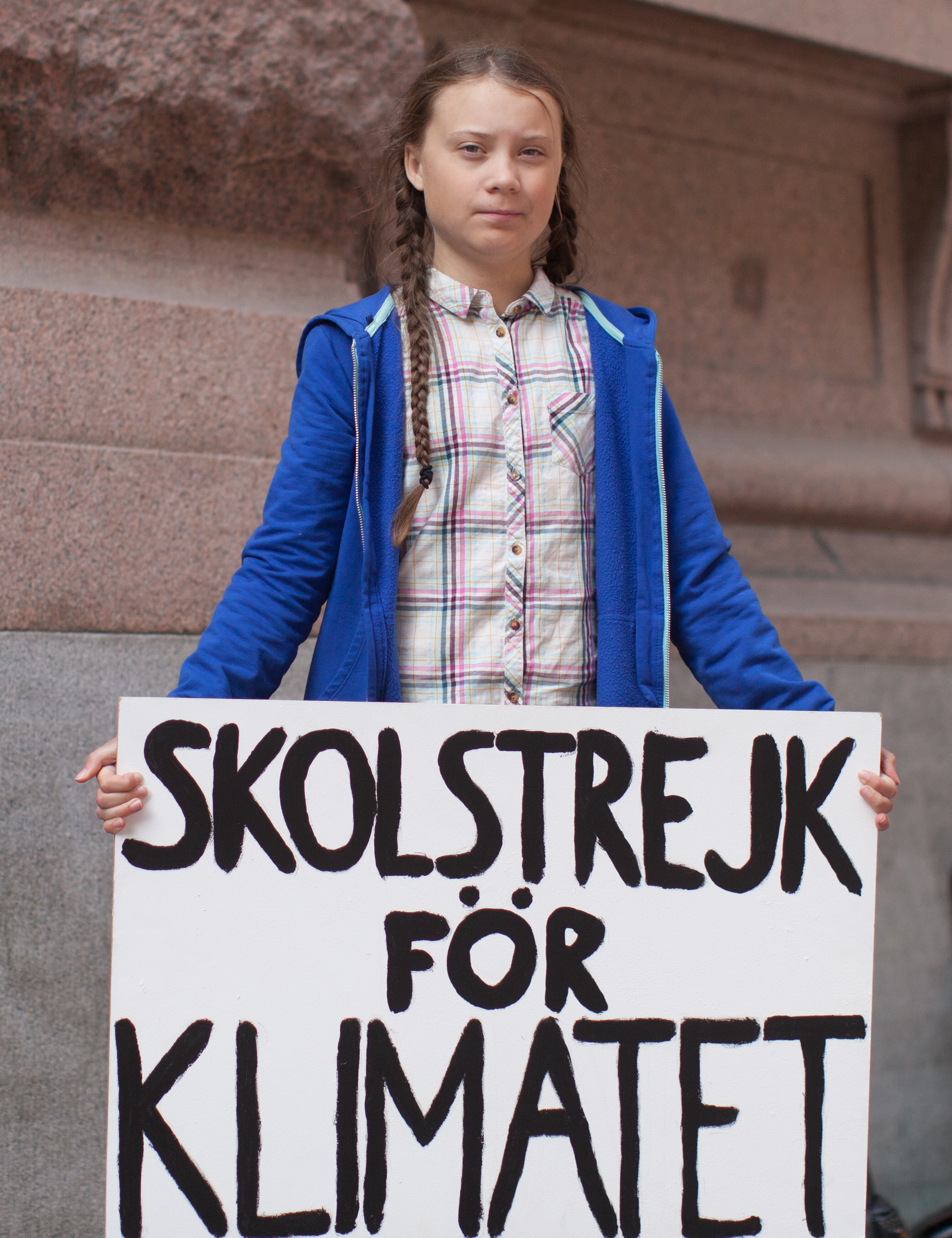
Greta Thunberg med sitt plakat utanför Sveriges riksdag, 27 augusti 2018.

Skolstrejk för klimatet (även känd som: School strike for climate, Fridays for Future, Youth for Climate och Youth Strike 4 Climate) är en internationell löst sammansatt gräsrotsrörelse utan formell organisation eller ledning, bestående främst av skolelever som väljer att skolka från sina skollektioner och istället delta i demonstrationer för att kräva åtgärder för att förhindra mer global uppvärmning och klimatförändring. Rörelsen växte sig allt starkare när den svenska klimataktivisten Greta Thunberg började sittstrejka regelbundet utanför Riksdagshuset i Stockholm från den 20 augusti 2018 med plakatet "Skolstrejk för klimatet".
Rörelsen har klimaträttvisa som uttalat krav och anser att total och global samhällsomvandling där kapitalism avskaffas är den enda hållbara lösningen på klimatkrisen. Rörelsen har framfört fyra krav på världens politiker:
1. att den globala temperaturökningen begränsas till 1,5 grader över förindustriella nivåer,
2. att Parisavtalet ska följas,
3. att klimaträttvisa säkerställs för alla, och
4. att politiker ska lyssna på vetenskapen och kllimatforskningen.

## Klimatstrejken i november 2015
I slutet av november 2015, när Parisavtalet skulle undertecknas, började flera studenter i Paris att frånvara från undervisningen. De krävde att fossilbränslena skulle bevaras i marken, övergång till 100% ren energi och hjälpinsatser för klimatflyktingar.

## Greta Thunberg och tidiga skolstrejkare 2018
I augusti 2018 började Greta Thunberg utebli från skolundervisningen, till en början varje dag och sedan efter riksdagsvalet i Sverige i september samma år endast fredagar, tills Sveriges miljöpolitik uppfyller Parisavtalets mål. Under de kommande veckorna och månaderna följde tog många andra skolungdomar världen över efter henne.

## Växande rörelse
De kommande månaderna spred sig rörelsen, influerad av Greta Thunberg, och växte sig allt starkare.

### Första globala strejken

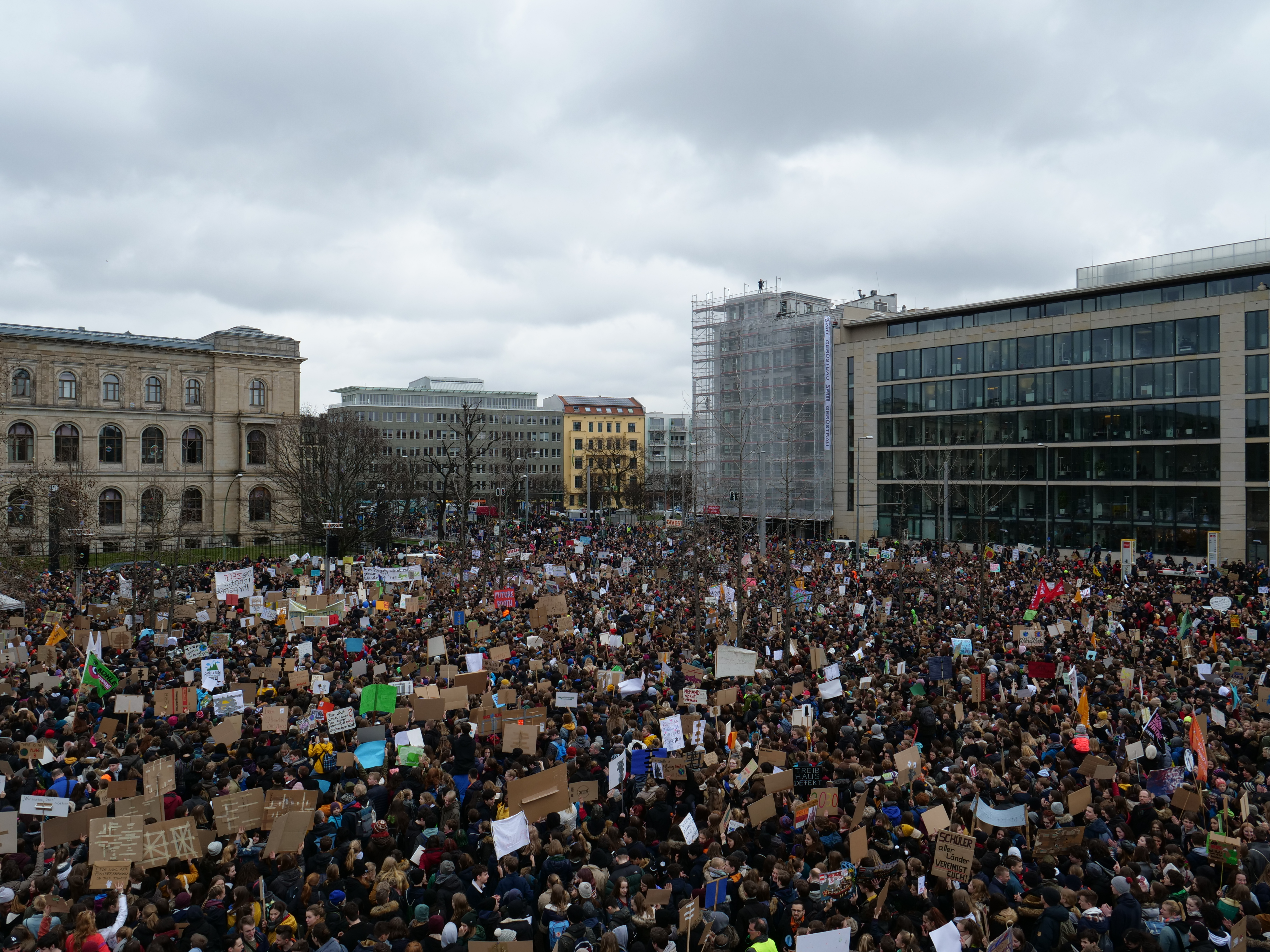
Demonstration i Berlin 15 mars 2019.

Den första stora organiserade demonstrationen ägde rum den 15 mars 2019 under namnet Global Strike for Future. Den hölls världen över i mer än 140 länder och på mer än 2 200 platser. Mellan 1,4 och 1,8 miljoner människor ska ha deltagit i demonstrationerna. Endast i Sverige genomfördes mer än 100 demonstrationer och Greta Thunberg ska vid demonstrationen vid Mynttorget i Gamla stan bland annat ha sagt: ”Vi står inför den största kris mänskligheten har stått inför. Ändå har den ignorerats i decennier av de som vetat om den. Vi strejkar för att vi vill ha en framtid.”

### Andra globala strejken

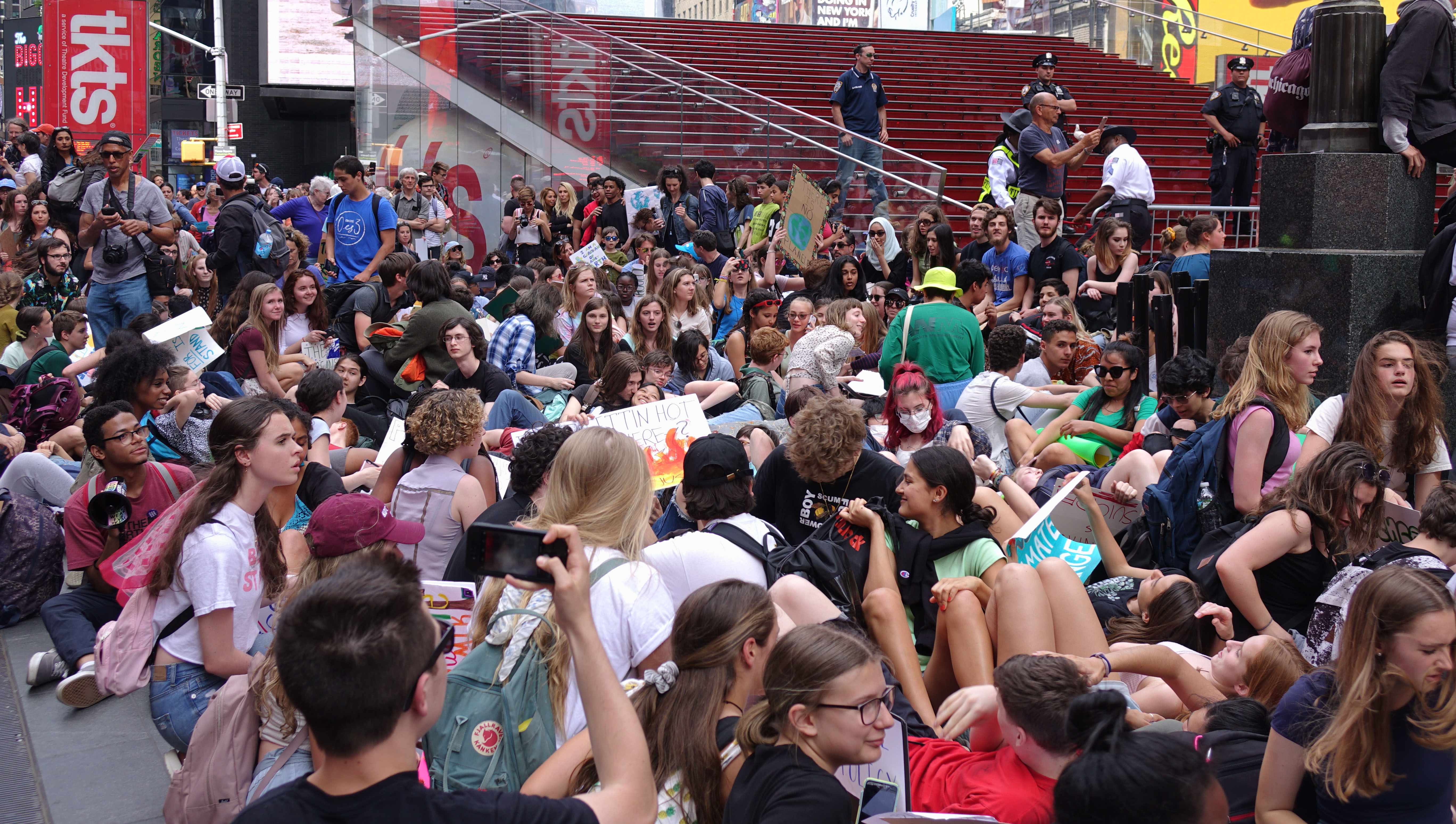
Demonstration i New York 24 maj 2019.

Den andra stora organiserade demonstrationen ägde rum den 24 maj 2019 och likt den första hette även denna Global Strike for Future. Mer än 1,8 miljoner människor i mer än 120 länder, på 2 300 platser demonstrerade denna dag. I Sverige arrangerades över 100 demonstrationer och demonstrationståget i centrala Stockholm tågade från Humlegården till Kungsträdgården där drygt 4 000 ungdomar deltog. Efter marschen höll Greta Thunberg ett tal för närmare 6 000 personer i Kungsträdgården där hon bland annat sa: ”Vi är här för att städa upp efter våra föräldrar […] De struntar i att det kommer att vara sent när vi är färdigutbildade. Ni vuxna som säger att vi ska vara i skolan – strejka från jobbet, gå ut på gatorna, skrik!”.

### Internationell klimatstrejk i Aachen, 21 juni 2019
Den 21 juni 2019 hölls en stor demonstration i Aachen i Tyskland som samlade uppskattningsvis tiotusentals deltagare från 16 länder.

### Internationella konferensen i Lausanne 5–9 augusti 2019
Vid Lausannes universitet höll rörelsen mellan 5 och 9 augusti 2019 sin internationella sommarkonferens, där Greta Thunberg deltog innan hon avseglade från Plymouth mot Amerika över Atlanten i tävlingssegelbåten Malizia II.

### Tredje globala strejken
Den tredje globala strejken, bestående av veckolång strejk, inleddes den 20 september 2019. och avslutades den 27 i samma månad.

## Digitala klimatstrejker
I mars 2020 uppmanade Greta Thunberg rörelsen att på grund av coronavirusets härjningar i stället för att samlas på gator och torg, sitta hemma med en skylt och sedan ladda upp bilden på Internet.

## 5 år av klimat- och skolstrejker

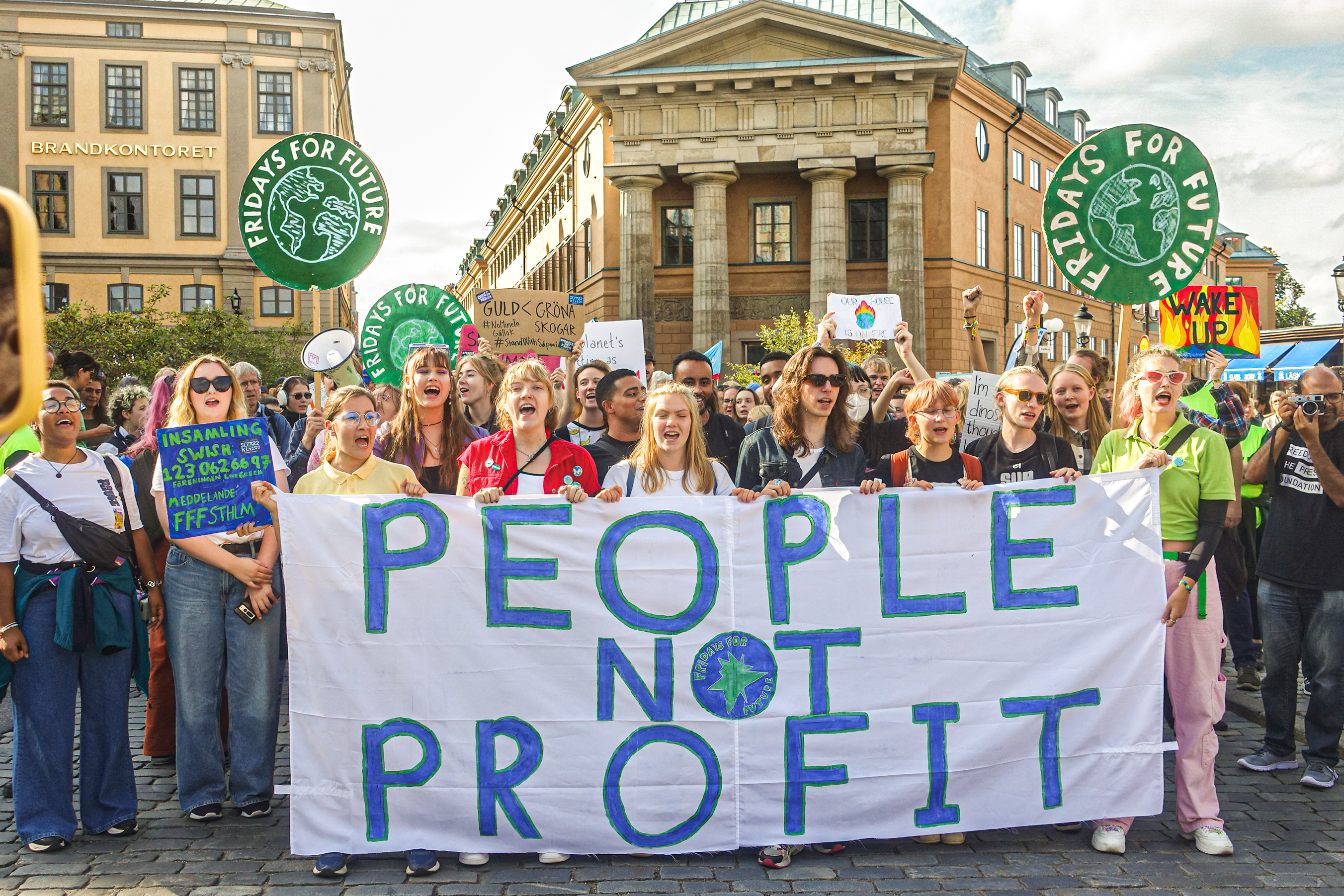
Den stora klimatdemonstrationen den 22 september 2023 i Stockholm med alla miljörörelser i tåget. (bild ur film)

Fem år efter att Greta Thunberg satt sig utanför riksdagen samlade nätverket Friday for Future och Week of Action for Social and Climate Justice till en jättemanifestation med tusentals deltagare som drog genom centrala Stockholm.

## Priser och utmärkelser
I juni 2019 tilldelades rörelsen, tillsammans med Greta Thunberg, Amnesty Internationals Ambassador of Conscience Award, som organisationen själva räknar som sin högsta utmärkelse.